# Micropeplinae
Micropeplinae zijn een onderfamilie uit de familie van de kortschildkevers (Staphylinidae). 